# Bike and ride

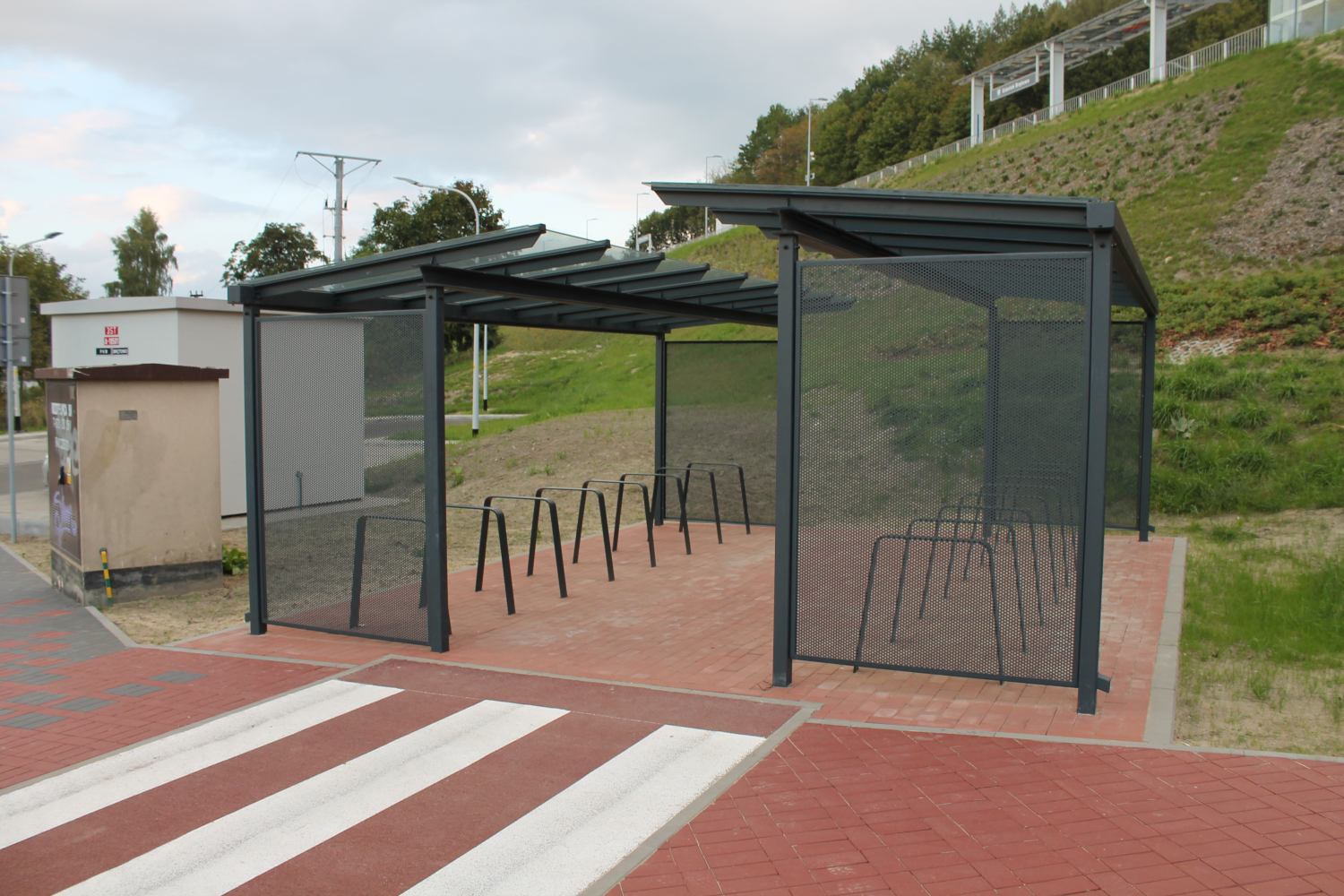
Parking B&R przy przystanku kolejowym Gdańsk Brętowo

Bike and ride (B&R, B+R) – system parkingów dla rowerów na styku z przystankami transportu zbiorowego, który umożliwia bezpieczne pozostawienie swojego roweru i kontynuację dalszej podróży przy użyciu publicznego transportu zbiorowego.
Aby zabezpieczyć się przed kradzieżą lub aktami wandalizmu zaparkowanych rowerów na tych stacjach kolejowych i centrach przesiadkowych, w krajach Europy Zachodniej wykorzystuje się bezpieczne parkingi dla rowerów np. w postaci stacji parkingowych dla rowerów lub hubów rowerowych. W Nowym Jorku obecność bezpiecznego parkingu rowerowego jest drugim w kolejności powodem, który decyduje o wyborze roweru jako środka transportu.